# رندی اسمیوس
رندی اسمیوس (انگلیسی: Randy Smyth؛ زادهٔ july ۷, ۱۹۵۴ (۷۰ سال)) ورزشکار اهل ایالات متحده آمریکا است.
وی در مسابقات کشوری و بین‌المللی در مجموع برندهٔ ۲ مدال نقره شده‌است.